# 勒泰斯蒂狸藻
勒泰斯蒂狸藻（学名：Utricularia letestui）为狸藻属似一年生小型陆生食虫植物。其种加词“letestui”来源于法国植物采集者G·勒·泰斯蒂（G. Le Testu）。勒泰斯蒂狸藻为中非的特有种，仅已知三份标本。勒泰斯蒂狸藻陆生于季节性积水的草原中，海拔约为800米。1989年，彼得·泰勒正式描述了勒泰斯蒂狸藻。